# Fläckpagell
Fläckpagellen (Pagellus bogaraveo) är en fisk från familjen havsrudefiskar (Sparidae). Det är en vanlig och mycket uppskattad matfisk i medelhavsländer, där den återfinns i de flesta fiskdiskar.

## Utseende
Fläckpagellen har en långsträckt kropp, hög och tillplattad från sidorna. Ryggen har ett brunrött stick, fenorna är bruna till roströda. Sidorna och buken är silverglänsande. Den har en lång ryggfena som sträcker sig nästan längs hela ryggen och en analfena. Huvudet är litet med mycket stora ögon. Ovanför bröstfenorna har den en mörk fläck, vilket har gett arten sitt svenska namn. Tänderna är olikformade; den främre raden är spetsiga, medan de bakre är knölformade. Den når en längd av ca 70 cm, en vikt av upp till 4 kg och en högsta ålder av 15 år.

## Utbredning
Fläckpagellen lever vid bottnen kustnära på djup upp till 400 m i Medelhavet, upp till 700 m i Atlanten. Yngre exemplar anträffas på grundare vatten, ca 35 m. I Atlanten påträffas fisken från Brittiska öarna till Mauretanien, dock endast sällsynt från Bretagne och norrut; i Medelhavet är den allmän i den västra delen fram till Sicilien, i östra delen mer sällsynt. Den förekommer vid Sydnorges kust och har återfunnits i Skagerack, Kattegatt samt vid Island.

## Föda
Fläckpagellen livnär sig främst på kräftdjur, maskar, blötdjur, fiskyngel och alger.

## Fortplantning
Fläckpagellen är hermafrodit: unga exemplar är hannar upp till en längd av 20 – 30 cm. Leker på våren (januari – juni) på grunt vatten. Äggen är pelagiska.

## Rödlistningsstatus
Ej i IUCN:s lista över hotade arter.

## Ekonomisk betydelse
Forskning har gjorts under många år, sedan omkring 1980, för att ta fram metoder för att uppföda fläckpagell i odling. Trots detta görs ingen odling i större skala. 
Fläckpagell fångas och saluförs mycket vanligt i framför allt medelhavsländer och är där en uppskattad matfisk. 